# Penaeus esculentus
Penaeus esculentus es una especie de langostino que es extensamente pescado para su consumo en Australia.

## Ecología
El Penaeus esculentus juvenil habita en praderas marinas, y alcanza la madurez sexual cuando su caparazón llega a medir alrededor de 32 mm. Los adultos llegan a crecer hasta 155 mm de largo, y son similares al Penaeus monodon, aunque más pequeños y marrones. Esta especie vive en alta mar a una profundidad de 200 m.

## Distribución
El P. esculentus parece ser endémico a las aguas de Australia, encontrándose en las aguas cálidas desde Nueva Gales del Sur hasta Bahía Shark en Australia Occidental, principalmente a una profundidad de 16 a 22 m.

## Pesca y acuicultura
Alrededor de 500 t de estos langostinos son capturados cada año. La pesca en el Estrecho de Torres aporta 24 millones  de dólares australianos por año. La pesca del P. esculentus esta estrechamente relacionada con la del Penaeus monodon, con el que puede hibridar. Tiene el potencial para ser utilizado en la acuicultura (cría de camarones) ya que, aunque crece menos rápido que el P. monodon, se cotiza a precios más altos.

## Historia taxonómica
William Aitcheson Haswell llegó a Australia en 1878, y empezó a trabajar en un laboratorio de zoología marina en Watsons Bay. En 1879, describió la especie Penaeus esculentus en un papel en la Linnean Society of New South Wales, basando su descripción en el material del Museo de Macleay proveniente de la Bahía de Sídney y de Darwin, y notando que P. esculentus es "el langostino comestible más común de Sídney y Newcastle".